# Фомин, Анатолий Дмитриевич
Анатолий Дмитриевич Фомин (1930—2009) — советский военный деятель, генерал-лейтенант (1978), 1-й заместитель командующего войсками Киевского военного округа. Депутат Верховного Совета УССР 11-го созыва.

## Биография
В 1948 году окончил Сталинградское суворовское военное училище.
С 1950 года служил в Советской армии.
Член КПСС с 1952 года.
Окончил Военную академию имени Фрунзе и Военную академию Генерального штаба Вооруженных Сил СССР имени Ворошилова. С декабря 1971 по сентябрь 1974 года командовал 6-й гвардейской мотострелковой дивизией в Группе советских войск в Германии. Генерал-майор (15.12.1972).
Был на руководящих военных должностях в 14-й гвардейской общевойсковой армии Одесского военного округа. Командовал 39-й общевойсковой армией Забайкальского военного округа (Монгольская Народная Республика).
В 1981—1988? г. — 1-й заместитель командующего войсками Краснознаменного Киевского военного округа.
Участник ликвидации аварии на Чернобыльской АЭС.
Затем — в отставке.
Похоронен в Москве, на Троекуровском кладбище, участок 9б.

## Награды
- ордена
- медали